# 代官手附
代官手附（だいかんてつき）は、江戸幕府の役職の1つ。郡代・代官を補佐する属僚で、手代とともに江戸や天領の陣屋で地方統治の諸務を掌った。代官手付、または単に手附、手付ともいう。
百姓や町人から登用される手代とは違い、手附は幕府の御家人（幕臣）が就任した。就任する際には、小普請の中から選ばれた者が、勘定奉行に伺いを立て、許可を得て任用された。その職務は、年貢諸役の徴収、百姓の戸籍情報の管理、役所の財政管理、農商工その他の産業政策、土木行政、裁判、警察業務など、多岐にわたった。
関八州を巡回して、犯罪を取り締まり、治安を守る関東取締出役は手代や手附の中から選ばれた。
江戸時代の後期は代官に抜擢される手代や手附が何人もおり、『松屋筆記』によると名代官の下には必ず優れた手代や手附がいたと記されている。
明治政府発足当初には、町奉行所の与力・同心にくわえ、手附や手代が数多く雇用され、府県の行政・司法・警察などの職に就いた。

## 設置
寛政2年（1790年）、信濃国中之条代官・野村八蔵輝昌が提起し、勘定奉行柳生久通が御家人身分の手附を創設する政策を立案・実行することになった。そして寛政3年（1791年）から同6年（1794年）ごろに小普請の御家人が5人ずつ諸代官に配備されたのが手附の始まりとなった。
設置理由については、
1. 無役の小普請の救済、および小普請からの人材発掘
2. 幕臣ではない手代に、代官が依存している問題
3. 有能な手代を、幕臣である手附に登用すること

が挙げられる。

### 手代の不正問題
長年務めることで業務に精通した手代は、彼らがいなくては仕事が務まらないという状況を利用して、代官よりも立場が強くなっていった。さらに手代同士で仲間を作って横のつながりを強くし、代官を自身の不正利得などの悪事に誘ったり、代官の借金の処理を引き受けたりして、代官の弱みを握った。そのため、手代を処罰する際にも奉公構えなどはできず、暇を遣わす程度の穏便な処罰だけで済ませるしかなかった。仲間を仕切る世話人を務める手代もおり、全員が辞職をほのめかせて圧力をかけることすらあった。そのような手代の横暴には代官も不満を抱いていたことが『よしの冊子』にも記載されていた。
このような手代の不正・横暴は、彼らが薄給で、保障の無い身分であるから、後々のために不正蓄財をするようになる傾向があったと指摘されており、これは柳生久通の意見書『柳生主膳正手付之儀申上書付』にも記載されていた。
18世紀末の関東代官・篠山景義は、検見を行う手代に1人5両の特別手当を出したが、「五両ぐらいでは、賄賂を取ることをやめられない」と受け取らず、収賄も止まなかった。ただし、農民からの金銀や贈答品は慣例になっていた上、願い出の際の金品の贈与は手代から要求しなくても農民の方から差し出していたという事情もあった。

### 小普請の御家人登用
御家人を登用するのは、もともと家禄をもらえる幕臣であれば、職を失う恐れがあること、働き次第で出世も可能なことから、不正利殖に手を出す可能性が薄いことを柳生久通が理由として挙げている（『柳生主膳正手付之儀申上書付』）。
小普請は幕臣であるが「禄をもらえても仕事はなく、小普請金を払わなければならない」という立場で、生活が困窮する者が多かった。手附の設置は、御役に就く機会を増やすことであり、また代官役所は昇進の機会の多い勘定所の出先機関であることから勤め方次第では出世も十分あり得た。
ほかにも、手附に手代を監視させ、行動を牽制することで不正を未然に防ごうという意図もあった。
また、有能な手代は手附に、つまり幕臣に登用することで、手代たちにも昇進の機会を与えることになった。手代たちが不正蓄財に走るのは、稼いだ金で御家人身分を買おうとする（いわゆる御家人株の購入）ことも理由の1つだったが、これは手附が設置される前の天明8年（1788年）に禁止された。
ただし、代官手代や関東取締出役を務めた宮内公美の証言によれば、家禄をもらえる（収入や地位が安定している）ことで安心してしまっている手附よりも、手代の方により優れた人物がいたといわれている。

## 手附の地位
小普請から配属された者以外にも、他役から出役（出向）した者もいるが、両者とも譜代席である。一方、新規抱入の手附、または手代の中で特別に功労のあった者から選任する手附もおり、こちらは抱席であった。
手代は準幕臣だが、手附はれっきとした幕臣である。しかし両者とも職務内容は同じで、勤役中は別途に陣屋経費から手当を支給された。ただし、手附は幕臣で幕府から扶持を受け取る分、手代よりも受け取る手当（給与）は少なくなっていたという。しかし、手代と違って手附は休職になっても恩給的に年俸は支給された。
上司である代官が転役または死去した後、手附として他の代官の下に就けなかった者は「普請役元締進退」と呼ばれ、無役の状態で御普請役元締に預けられたが、彼らの多くは再び手附に任命された。

## 手附の役職・人数・職務
手代の首席を「元締」、次席を「加判」と呼んだ。江戸時代前半期は手代だけだったため、これらは手代の中から選ばれたが、手附が新設された後は手附と手代両者の中から選任された。
代官領に設置された代官陣屋には、中心となる「本陣屋」とその他の「出張陣屋」があった。本陣屋には元締手代または元締手附がいたが、出張陣屋にも同様に元締手代・元締手附がいた。代官が居住する場所を本陣、手代・手附が住む家屋は長屋または小屋と称した。
手附・手代の人数は、管轄5万石の代官につき、20人くらいであった。嘉永6年（1853年）の信州中之条では、代官の下僚は江戸詰が9人、陣屋詰に4人、出張陣屋詰4人、その他詰1人の計18人。役職構成は、元締手附1人、元締手代2人、加判手附・加判手代各1人、手附3人、手代10人であった。
「訴訟方」という役は、管轄地域における公事訴訟（裁判）の取り調べを専門に扱い、調べたことを公事方の勘定奉行へ提出した。公事（民事裁判）を実際に担当する手代・手附は「公事方掛」といった。
刑事事件の取り調べを行うのは「公事方」で、加害者と被害者、目撃者などから事情を聴取して書面にし、それに代官と加判が署名して、江戸の代官役宅を経由して勘定奉行に送られた。
支配所から納める米は船や陸送などの手段で浅草の米蔵へ送られ、蔵奉行へと引き渡されるが、手附や手代の中から担当になった者1名が蔵奉行が受け取るまで立ち会った。
他にも検見の掛、廻米の掛、宗門改めの掛など、手附・手代たちが役割分担されていた。

### 手附・手代の人数
慶応3年（1867年）の『県令集覧』によれば、当時の幕府郡代・代官が41名で、手附・手代は970名余となっているほか、江戸の役宅詰（以下「江戸詰」）492名・任地の代官役所詰348名・出張陣屋詰108名の合計948名という記録が残されている。
代官・森田岡太郎清行の手附・手代は、嘉永7年には江戸詰8名・任地の石和詰8名・谷村詰6名、安政4年には江戸詰10名、市川詰10名となっている。代官・林伊太郎長孺の配下には、嘉永7年で江戸詰8名・中泉詰8名、出張陣屋赤坂詰2名、鹿島分一番所詰・細川分一番所詰・東上分一番所詰に各1名の手附・手代がいた。林伊太郎長孺は、安政5年で江戸詰17名、柴橋詰5名、出張陣屋の寒河江詰3名、大石田船役番所1名であった。

### 手附・手代の執務規程
天保10年（1839年）の大和国五条代官・竹垣三右衛門の役所では以下の規定が配下の手附・手代に出された。
1. 役所への出勤時間は朝五ツ半（午前9時）、退出は八ツ半（午後3時）。
2. 出勤の際は「着到帳」（出勤簿）に姓名を記し、遅刻した際は「着到帳」にその旨を記す。
3. 病気で欠勤し、同僚への仕事の代行を頼むのは7日以内。8日以上休む場合は届けを出す。
4. 用向きがあって仕事を休むのは、元締は月に2日まで、平の場合は月に3日まで。
5. 旅行をする際には、休日を利用する場合でも元締から許可を得る。